# Dave Smith
Dave Smith (Shellharbour, Nova Gales do Sul, 13 de fevereiro de 1987) é um velocista australiano na modalidade de canoagem.

## Carreira
Foi vencedor da medalha de Ouro em K-4 1000 m em Londres 2012 com os seus colegas de equipa Tate Smith, Murray Stewart e Jacob Clear.